# Muscolo lunghissimo
Il muscolo lunghissimo è un componente del muscolo erettore della colonna vertebrale, insieme ai muscoli ileocostale e spinale.

## Anatomia
Il muscolo lunghissimo può essere suddiviso in tre parti: lunghissimo del torace, del collo e della testa.
Il lunghissimo del torace origina dalla faccia dorsale dell'osso sacro, dal foglietto posteriore della fascia lombodorsale e dai processi spinosi delle ultime vertebre lombari e si inserisce con i fasci laterali sui processi costiformi delle vertebre lombari e su tutte le coste, ad eccezione della prima, mentre con i fasci mediali si inserisce su tutti i processi trasversi delle vertebre toraciche e sui processi accessori delle vertebre lombari.
Il lunghissimo del collo origina dai processi trasversi delle prime sei vertebre toraciche e si inserisce sui tubercoli posteriori dei processi trasversi delle vertebre cervicali C2, C3, C4, C5.
Il lunghissimo della testa origina dai processi trasversi delle prime vertebre toraciche e dai processi articolari delle ultime cinque cervicali e si inserisce sul processo mastoideo dell'osso temporale, sul cranio.

## Innervazione
Il muscolo lunghissimo viene innervato dai rami posteriori dei nervi spinali da C4 a L3.